# Patti Russo
Patti Russo, właśc. Patricia Rousseau (ur. 20 maja 1964 w New Jersey) – amerykańska piosenkarka, kompozytorka i aktorka.

## Życiorys
Patti Russo znana jest przede wszystkim ze swoich występów na koncertach Meat Loafa (w latach 1993–2006 i ponownie od 2008). Wystąpiła również na jego płytach koncertowych, DVD oraz na trzech albumach studyjnych: Welcome To The Neighborhood, Couldn't Have Said It Better i Bat Out Of Hell III: The Monster Is Loose.
Z zespołem Trans-Siberian Orchestra nagrała jedną z jego płyt. W 2000 piosenki przez nią śpiewane znalazły się na ścieżce dźwiękowej filmu Grinch: Świąt nie będzie. Razem z zespołem Queen wystąpiła na festiwalu z okazji Dnia Królowej w Amsterdamie w 2002. W 2009 wystąpiła na koncertach Cher w Las Vegas.
Jako kompozytorka Patti Russo napisała razem z Fredem Weinbergiem piosenkę Take Good Care Of My Heart, która pojawiła się w filmie South Beach Dreams (2006). Była jedną z osób, które stworzyły piosenkę Runnin’ for the Red Light (I Gotta Life) na album Meat Loafa Welcome To The Neighborhood (1995). Razem z gitarzystą Jonem Tivenem napisała piosenkę Bible And A Beer, którą śpiewała na koncertach Meat Loafa w 2008 (trasa koncertowa Casa de Carne tour). Piosenka Hide And Hell (współstworzona z gitarzystą Paulem Crookiem) została nagrana przez piosenkarza Steve’a Steinmana.
W Londynie w musicalu Notre-Dame de Paris zagrała główną rolę Esmeraldy. W Las Vegas wystąpiła w roli Killer Queen w musicalu We Will Rock You opartym na muzyce zespołu Queen.